# Gaspard Monge
Gaspard Monge (ur. 9 maja 1746 w Beaune, zm. 28 lipca 1818 w Paryżu) – francuski polityk i naukowiec: matematyk, fizyk oraz chemik, uważany za twórcę geometrii wykreślnej.

## Życiorys

### Początki kariery
Monge urodził się w rodzinie kupieckiej. Początkowo kształcił się w Kolegium Oratorian w Beaune. W roku 1762 rozpoczął naukę w Collège de la Trinité w Lyonie, gdzie w wieku 17 lat, po pierwszym roku nauki, został nauczycielem fizyki.
Po ukończeniu edukacji, w 1764 r. wrócił do Beaune, gdzie wykonał plan miasta w dużej skali, wymyślając metody obserwacji i konstruując potrzebne przyrządy. Plan, sprezentowany miastu, do dzisiaj jest przechowywany w jego bibliotece. Oficer saperów, który go zobaczył, napisał list do komendanta École Royale du Génie w Mézières, rekomendując Monge'a na stanowisko kreślarza.

### Zajęcia polityczne i naukowe
Monge w swym życiu pełnił wiele różnych funkcji. Od 1780 był członkiem Akademii Nauk w Paryżu. Był jednym z organizatorów École polytechnique, ministrem marynarki, oficerem artylerii, baronem, pedagogiem, organizatorem przemysłu obronnego, działał w komisji ustalającej miary i wagi.
Napisał wiele prac z metalurgii, optyki, mechaniki, chemii. Był współredaktorem encyklopedii, autorem słownika filozoficznego. Interesował się możliwościami lotów w powietrzu. Jako matematyk zajmował się rachunkiem różniczkowym, całkowym i wariacyjnym.
W latach 1798–1799 uczestniczył w wyprawie Napoleona do Egiptu.

## Upamiętnienie
Jego nazwisko znajduje się na liście 72 nazwisk na wieży Eiffla.